# Suore di Sant'Elisabetta di Graz
Le Suore di Sant'Elisabetta di Graz (in tedesco Schwestern von der Hl. Elisabeth zu Graz; sigla O.S.E.) sono un istituto religioso femminile di diritto pontificio.

## Storia
Il monastero delle elisabettine di Graz sorse per volontà dalla contessa Maria Teresa Lesle, che firmò il documento di fondazione il 22 maggio 1693. Le prime religiose erano elisabettine di Düren, le cui origini risalgono alla fondazione fatta nel 1622 ad Aquisgrana da Apollonia Radermecher.
In origine le elisabettine erano in grado di ospitare nel loro monastero sei malati, poi l'imperatore Giuseppe II ordinò l'erezione di un ospedale per 30 ricoverati: nel 1888 fu aperto un nuovo ospedale con 100 posti letto. Durante la prima guerra mondiale le suore si dedicarono all'assistenza ai soldati feriti e inaugurarono nel loro ospedale un reparto chirurgico.
Nel 1939 il governo nazionalsocialista costrinse le suore a lasciare Graz: le religiose si rifugiarono in massima parte presso le elisabettine di Lussemburgo, ma nel 1945 iniziarono a rientrare in patria e nel 1949 riaprirono il loro ospedale.
La congregazione è aggregata all'ordine dei frati minori dal 15 settembre 1933.

## Attività e diffusione
Le suore si dedicano alla cura dei malati.
La sede generalizia è a Graz.
Alla fine del 2015 l'istituto contava 15 religiose e una sola casa.